# Playing the Angel
Playing the Angel – jedenasty album studyjny zespołu Depeche Mode, wydany w 2005 roku.
Album został wydany oprócz zwykłego nośnika CD, również w wersji składającej się z dwóch dysków: hybrydowego SACD oraz DVD. Dysk SACD zawierał album Playing the Angel, natomiast DVD – album Playing the Angel zmiksowany w stereo oraz 5.1. Poza tym znalazły się na nim takie dodatki jak film Making the Angel, teledysk Precious, Clean i galeria zdjęć.
W Polsce nagrania uzyskały status platynowej płyty.

## Lista utworów
| Nr  | Tytuł utworu              | Długość |
| --- | ------------------------- | ------- |
| 1.  | „A Pain That I'm Used To” | 4:11    |
| 2.  | „John the Revelator”      | 3:42    |
| 3.  | „Suffer Well”             | 3:49    |
| 4.  | „The Sinner in Me”        | 4:56    |
| 5.  | „Precious”                | 4:10    |
| 6.  | „Macro”                   | 4:03    |
| 7.  | „I Want It All”           | 6:09    |
| 8.  | „Nothing's Impossible”    | 4:21    |
| 9.  | „Introspectre”            | 1:42    |
| 10. | „Damaged People”          | 3:29    |
| 11. | „Lilian”                  | 4:49    |
| 12. | „The Darkest Star”        | 6:55    |
|     |                           | 52:16   |

## Twórcy albumu
- Andrew Fletcher - syntezator, chórki ("A Pain That I'm Used To"), gitara basowa ("A Pain That I'm Used To" i "The Sinner in Me")
- David Gahan - wokale główne (z wyjątkiem "Macro", "Introspectre" i "Damaged People"), chórki ("Macro")
- Martin Gore - syntezator, chórki (z wyjątkiem "Macro" i "Damaged People"), gitara elektryczna, gitara basowa, wokale główne ("Macro", "Damaged People")

- Produkcja: Ben Hillier
- Nagrywano w Sound Design, Santa Barbara.
- Miks: Steve Fitzmaurice i Ben Hiller
- Autor okładki: Anton Corbijn
- Zdjęcia w okładce: Ben Hiller
- Wydawca: Mute Records
- Dystrybucja: EMI Music Poland

Utwory 1, 2, 4, 5, 6, 9, 10, 11, 12 napisane przez Martina L. Gore'a.
Autorzy utworów 3, 7, 8 - Dave Gahan, Christian Eigner oraz Andrew Phillpott.

## Pozycje na listach
| Lista         | Kraj              | Pozycja |
| ------------- | ----------------- | ------- |
| Billboard 200 | Stany Zjednoczone | 7       |
| OLiS          | Polska            | 1       |
| Top 40        | Węgry             | 1       |